# Günter Sponheuer
Günter Sponheuer (* 1945 in Essen) ist ein freischaffender deutscher Maler und Diplom-Designer.

## Leben
Nach seinem Studium der Malerei an der Folkwangschule für Gestaltung in Essen, der Akademie der Bildenden Künste in Wien und der freien Akademie in Den Haag wurde Günter Sponheuer zum Mitbegründer des „Kunsthaus Essen e.V.“. Hier und im „Wirtschaftsverband bildender Künstler NRW“ war er viele Jahre erster Vorsitzender. Seit Mitte der 70er Jahre vermittelt er in Seminaren und Weiterbildungskursen sein fundiertes Wissen aus der Malerei und publiziert Bücher zum Thema Ölmalerei.
Die Motive seiner Werke sind sehr unterschiedlich. So gehören zu seinem Werk Landschaftsbilder, Alltagsszenen, aber auch Kriegsszenen, wie das dreiteilige Bild gemalt, das die Stadt Kobane im Norden Syriens zeigt. Er experimentiert auch mit der Hinterglasmalerei, bei der er Acrylglasscheiben auf einen gemalten Untergrund schichtet, sodass das Bild eine erstaunliche Tiefenwirkung erzeugt.
Günter Sponheuer stellt seine Bilder seit 1967 in Einzel- und Gemeinschaftsausstellungen in Deutschland, Österreich und den Niederlanden aus, u. a. im Kunsthaus Essen und im Museum Folkwang in Essen. Er lebt in Fürstenau.
1967 war Günter Sponheuer Folkwang-Preisträger.

## Publikationen
- Workshop Ölmalerei. Grundlagen und Übungen. Englisch Verlag ISBN 978-3-8241-1311-8
- Der Kunst-Ratgeber Ölmalerei. Künstlerische Porträts. Englisch Verlag ISBN 978-3-8241-1315-6
- Der Kunst-Ratgeber Ölmalerei. Landschaften. Englisch Verlag ISBN 978-3-8241-1254-8